# Antimonumentum
Az Antimonumentum a Roncsipar első albuma. A zenekar szerint egy "túl hamar felvett" illetve "túl komolyan vett" kiadvány ami két friss egyetemista kudarcba fulladt próbálkozása.

## Számok
1. Százas szögek
2. Rotterdami Erasmus
3. Éhlélek
4. Logikai érzelem-terminál
5. Tudok-e?
6. Kibera
7. Immanu-El
8. Drákói lüktetés
9. kellögeM
10. Antimonumentum

## Zenészek
- Vajsz Kornél: ének, gitár, elektronika
- Illés Dávid: basszusgitár, elektronika